# Brytvapen

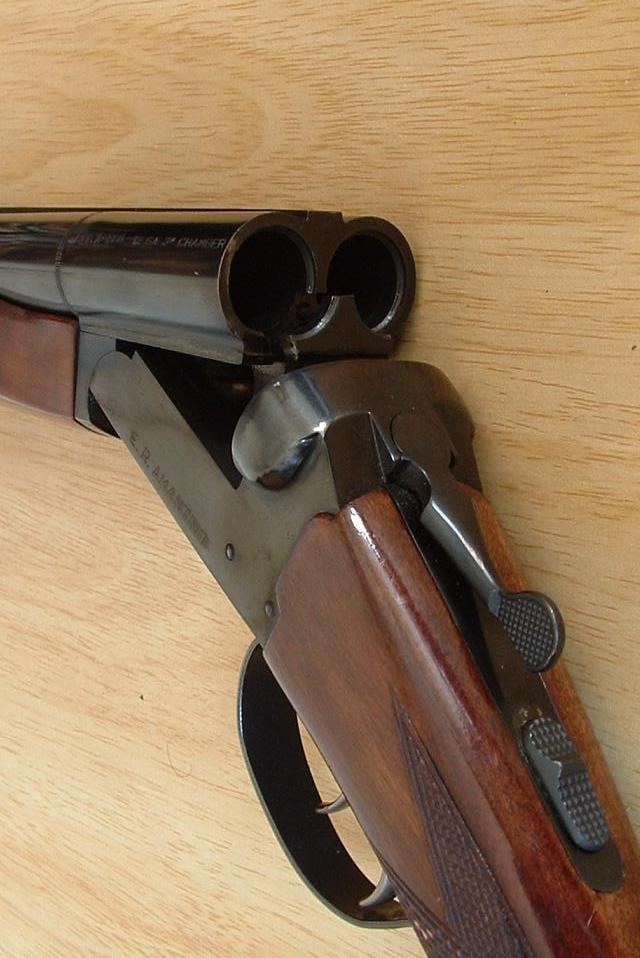
Ett dubbelpipigt hagelgevär uppbrutet.

Ett brytvapen är ett handeldvapen som laddas genom att man viker det på mitten och på så sätt får fri åtkomst till vapnets patronläge. Ett brytvapen kan ha utanpåliggande eller inbyggda hanar (hammerless).
Den klassiska typen av brytvapen är en vanlig hagelbössa. 
Ett brytvapen behöver dock inte vara ett hagelvapen och det kan också ha ett valfritt antal pipor.
- En hagelbössa är ett brytvapen med två pipor (ett hagelgevär däremot måste inte vara ett brytvapen).
- En dubbelstudsare är ett brytvapen med två pipor för gevärsammunition.
  - En dubbelstudsare med pipor i olika kaliber kallas på tyska för Bergstutzen.
- En drilling är ett brytvapen med tre pipor.
- En vierling är ett brytvapen med fyra pipor.
- Ett brytvapen med en hagelpipa och en kulpipa kallas i vardagligt tal en Kombi.

Beroende på hur piporna är arrangerade kan ett brytvapen benämnas på olika sätt. 
- Ett brytvapen med två pipor vid sidan om varandra kallas på svenska sida vid sida (på engelska side by side, på tyska doppelflinte om det är ett hagelvapen och doppebüchse om det är ett kulvapen).
- Ett brytvapen med två pipor över och under varandra kallas på svenska över och under (på engelska over and under, på tyska bock).
- Ett trepipigt brytvapen med alla tre piporna ordnade över och under varandra kallas bockdrilling.

Äldre pistoler och revolvrar kan också vara utformade som brytvapen, till exempel Enfield eller Webley, men detta är ovanligt idag. Den amerikanska Contender-pistolen är idag en av de få på marknaden. 
Även luftgevär och luftpistoler kan fungera som brytvapen; de kallas då pipspännare.